# Браун, Дуглас (хоккеист)
Дуглас Аллен Браун (англ. Douglas Allen Brown; род. 12 июня 1964, Саутборо) — бывший американский хоккеист, игравший на позиции правого нападающего; двукратный обладатель Кубка Стэнли в составе «Детройт Ред Уингз» (1997, 1998).

## Карьера

### Игровая карьера
На студенческом уровне в течение четырёх сезонов играл за команду «Бостон Колледж Иглз», по итогам сезона 1984/85 заработал 68 очков, став одним из лучших бомбардиров «Иглз» по итогам сезона.
Не являясь выбранным на драфте НХЛ, 6 августа 1986 года в качестве свободного агента подписал контракт с «Нью-Джерси Девилз», но весь сезон играл за фарм-клуб команды «Мэн Мэринерз», при этом сыграл в НХЛ четыре матча. В следующем сезоне он закрепился в составе «Девилз», отыграв за них шесть сезонов.
По окончании сезона 1992/93 перешёл в «Питтсбург Пингвинз», где отыграл целый сезон, заработав лучшие в карьере 55 очков.
По окончании сезона перешёл в «Детройт Ред Уингз», за который отыграл семь сезонов, выиграв в 1997 и 1998 году два Кубка Стэнли в составе «Ред Уингз». Завершил карьеру игрока по окончании сезона 2000\01 в возрасте 36 лет.
В составе сборной США играл на четырёх чемпионатах мира:ЧМ-1986, ЧМ-1989, ЧМ-1991 и ЧМ-2001, на которых американцы остались без медалей и КК-1991, где дошёл со сборной до финала турнира.

### Последующая деятельность
По окончании карьеры стал бизнесменом в области технологий и спорта.

## Семья
Его младший брат Грег играл в НХЛ, Германии и за сборную США.
Его сын Патрик — игрок НХЛ.

## Статистика

### Международная
| Год                  | Сборная              | Турнир               | Место                |    | И | Г | П  | О | Ш |
| -------------------- | -------------------- | -------------------- | -------------------- | -- | - | - | -- | - | - |
| 1986                 | США                  | ЧМ                   | 6                    | 10 | 2 | 1 | 3  | 2 |   |
| 1989                 | США                  | ЧМ                   | 6                    | 10 | 1 | 2 | 3  | 0 |   |
| 1991                 | США                  | ЧМ                   | 4                    | 10 | 0 | 1 | 1  | 0 |   |
| 1991                 | США                  | КК                   | 2                    | 8  | 1 | 2 | 3  | 0 |   |
| 2001                 | США                  | ЧМ                   | 4                    | 8  | 1 | 3 | 4  | 4 |   |
| Всего за сборную США | Всего за сборную США | Всего за сборную США | Всего за сборную США | 46 | 5 | 9 | 14 | 6 |   |